# Collet & Engelhard
Das Unternehmen Collet & Engelhard war ein deutscher Hersteller von Werkzeugmaschinen in Offenbach am Main.

Radsatzdrehbank von Collet & Engelhard, eingesetzt in der SBB-Werkstätte Bellinzona (1946)

Das Unternehmen wurde 1862 von Otto Engelhard und Anton Collet gegründet, anfangs beschäftigte es 25 Arbeiter. Die beiden Inhaber hatten in England bei Sharpe als Ingenieure gearbeitet, um im industriell führenden Land Europas Erfahrungen zu sammeln, und sich dabei kennengelernt. Auslandreisen deutscher Ingenieure waren damals üblich, wurden auch von der Regierung unterstützt und als Instrument der Wirtschaftsförderung betrachtet. 
Gegründet in der Rechtsform einer offenen Handelsgesellschaft (oHG), wurde das Unternehmen 1895 in eine Gesellschaft mit beschränkter Haftung (GmbH) und 1913 in eine Aktiengesellschaft (AG) umgewandelt. 1913 betrug das Stammkapital 1.824.000 Mark; in der Phase der Hochinflation auf zuletzt 42 Millionen Mark aufgebläht, wurde es im Dezember 1924 auf 2,4 Millionen Reichsmark umgestellt. Ende 1932 bestand der Vorstand aus Wilhelm Loof, Kurt Ambrosius und (als stellvertretendem Mitglied) Willy Scharff. im Aufsichtsrat saßen zu dieser Zeit unter anderen Arnold Langen, Jacob Klein und Julius Grauenhorst.
Im ersten Geschäftsjahr baute das Offenbacher Unternehmen insgesamt 37 Maschinen, hauptsächlich Schneidemaschinen für Muttern und Schrauben nach einem Patent von William Sellers sowie Bohr- und Fräsmaschinen. Später folgten viele weitere Werkzeugmaschinen für die spanende Bearbeitung von Metall oder Holz. In den 1870er Jahren kamen weitere Produkte des allgemeinen Maschinenbaus hinzu wie Nietpressen, Walzen, oder Stanzen. Die Mitarbeiterzahl betrug etwa 100 und die Maschinen wurden in Einzelfertigung gebaut. Ab etwa 1890 ging man zur Produktion von Serien mit etwa 50–70 Stück über.
Auf der Weltausstellung vor dem Ersten Weltkrieg 1910 in Brüssel, fand Collet & Engelhard allgemeines Interesse für ihre Bohr- und Fräsmaschinen, Shapingmaschinen und eine Radiatorenbohrmaschine.
Im Zweiten Weltkrieg baute das Unternehmen gemeinsam mit den Siemens-Schuckert-Werken eine verbesserte Version der Kopierfräsmaschine von Keller.

## Schließung
In der Folge des Strukturwandels beschloss die Gesellschafterversammlung des Unternehmens 1971 die Schließung. Die verbliebenen über 800 Mitarbeiter verloren ihre Arbeitsplätze, die Werkseinrichtung wurde verkauft.